# Maria Laura Lopes
Maria Laura Moura Mouzinho Leite Lopes ou Maria Laura Mouzinho Leite Lopes ou Maria Laura Lopes (Timbaúba, 18 de outubro de 1917 — Rio de Janeiro, 20 de junho de 2013) foi uma matemática brasileira, uma matemática, pesquisadora e professora universitária brasileira.
Membro da titular da Academia Brasileira de Ciências e Comendadora da Ordem Nacional do Mérito Científico, foi a primeira doutora em matemática do Brasil, especializada em Educação Matemática.
Matemática de renome, combateu a ditadura e articulou a criação de instituições de pesquisa. Fez parte do grupo que articulou a fundação do Centro Brasileiro de Pesquisas Físicas (CBPF), instituto que criou juntamente com José Leite Lopes e César Lattes em 1949. Além disso, participou de articulações para fundar outras instituições importantes, como o Conselho Nacional de Desenvolvimento Científico e Tecnológico (CNPq), o Instituto de Matemática Pura e Aplicada (IMPA) e a Sociedade Brasileira de Educação Matemática (SBEM).

## Vida pessoal
Maria Laura nasceu na zona da mata do estado de Pernambuco, em 18 de janeiro de 1917. Filha de Laura Moura Mouzinho e Oscar Mouzinho, um comerciante autodidata. Seus pais incentivaram a formação dos filhos e Maria Laura começou sua vida escolar no Grupo Escolar João Barbalho, em Recife, tendo concluído em 1931.

## Carreira
Em 1932, ingressou na Escola Normal de Pernambuco, estudando até 1934, onde foi aluna do professor Luiz de Barros Freire (1986-1963), que segundo Maria Laura foi o responsável por sua vocação em Matemática. Em 1935, a família mudou-se para o Rio de Janeiro, onde ela se matriculou no Instituto La-Fayette. Em 1939 ingressou no Curso de Matemática da Universidade do Distrito Federal (UDF), mas teve apenas 15 dias de aula, pois a universidade foi extinta pelo Decreto Federal nº 1.063/39. Professores e estudantes foram transferidos para o Curso de Matemática da recém criada Faculdade Nacional de Filosofia (FNFi).
Maria Laura obteve seu bacharelado em matemática em 1941. Em 1942 concluiu a licenciatura. Em 1949, obteve o título de doutora em Matemática, sendo a primeira mulher a obter o título no Brasil. Antes de obter o doutorado, já era professora assistente no Departamento de Matemática da FNFi, participando da criação do Centro Brasileiro de Pesquisas Físicas (CBPF), junto de César Lattes (1924-2005) e José Leite Lopes (1918-2006), em 1949. No mesmo ano, ministrou aulas de Geometria no curso de Engenharia do recém-criado Instituto Tecnológico da Aeronáutica (ITA) e trabalhou, nos Estados Unidos, no Departament of Mathematics da Universidade de Chicago.
Em 1952, funda do Instituto de Matemática Pura e Aplicada (IMPA), junto do professor Cândido Lima da Silva Dias (1913-1998). Em março do mesmo ano, foi diplomada na Academia Brasileira de Ciências.
Casou-se em 1956 com o renomado físico e professor José Leite Lopes. Em 1961 foi nomeada professora da Educação Técnico Profissional do Estado da Guanabara e em 1967, assumiu a chefia do Departamento de Matemática da FNFi, até o mesmo se tornar Instituto de Matemática da UFRJ.

## Exílio
Em 1969, pelo Ato Institucional Número Cinco (A.I.5), ela e o marido são exilados e banidos do Brasil. O casal partiu para a França, onde Maria Laura inicia sua pesquisa na área de Educação Matemática no Institute de Recherche en Enseignement de Mathematiques. Seu retorno ao Brasil se dá apenas em 1974, já com experiência internacional e é convidada a ser coordenadora de Matemática na Escola Israelita Brasileira Eliezer Eistenbarg. Em 1976, participa da fundação “Grupo de Ensino e Pesquisa em Educação Matemática - GEPEM”, foi presidido por Maria Laura durante os primeiros oito anos. Coordenou a primeira pesquisa em Educação Matemática no Brasil, “Projeto Binômio Professor-Aluno na Iniciação à Educação Matemática - uma pesquisa experimental”.

## Retorno ao Brasil
Com a Lei da Anistia em 1979, ainda sob regime militar, Maria Laura reassume sua cadeira no Instituto de Matemática na UFRJ. Em 1981, ela e um grupo de professores desenvolveram a pesquisa “Avaliação dos Alunos no final da 4ª série Primária das Escolas Públicas” da cidade do Rio de Janeiro e em 1982 entre para o Programa de Integração da Universidade com o Ensino do 1º Grau, do Ministério da Educação. Elaborou diversas pesquisas para o governo federal e estadual sobre o ensino de matemática no país, buscando identificar as deficiências nas escolas e na formação de professores.
Em 1980, foram o primeiro curso de pós-graduação lato-sensu em Educação Matemática do Brasil, vindo em seguida os níveis de mestrado e doutorado no ensino de matemática. Em 1988, funda a Sociedade Brasileira de Educação Matemática, junto de outros professores e pesquisadores na área.

## Aposentadoria e morte
Em 1 de julho de 1996, com 65 anos de carreira docente e de pesquisa, recebeu o título de Professora Emérita da Universidade Federal do Rio de Janeiro. Seu trabalho é hoje referência no mundo todo, com vários artigos e livros publicados.
Maria Laura morreu em 20 de junho de 2013, aos 96 anos, no Rio de Janeiro.

### Pesquisas
- Processos de Ensino-Aprendizagem em Matemática.

### Títulos
- Doutora (Matemática) - Faculdade Nacional de Filosofia - Universidade do Brasil - 1949.
- Livre-Docente (Geometria) - Faculdade Nacional de Filosofia - Universidade do Brasil - 1949.
- Professora Titular - Instituto de Matemática - UFRJ - 1967.
- Professora Emérita - UFRJ - 1996.